# Miławidnaja
Miławidnaja (biał. Мілавідная; ros. Миловидная) – wieś na Białorusi, w obwodzie grodzieńskim, w rejonie werenowskim, w sielsowiecie Pirogańce.
Do 1969 roku miejscowość nosiła nazwę Byki (biał. Быкі; ros. Быки).